# Exocentrus zikaweiensis
Exocentrus zikaweiensis är en skalbaggsart som beskrevs av Savio 1929. Exocentrus zikaweiensis ingår i släktet Exocentrus och familjen långhorningar. Inga underarter finns listade i Catalogue of Life.